# Mokrsko-Osiedle
Mokrsko-Osiedle est une localité polonaise de la gmina de Mokrsko, située dans le powiat de Wieluń en voïvodie de Łódź.